# روبرت فيليبس
روبرت فيليبس (بالإنجليزية: Robert Phillips)‏ هو سياسي أمريكي، ولد في 29 مايو 1956 في ويلتشاير في المملكة المتحدة. حزبياً، نشط في الحزب الديمقراطي.